# 로버트 시먼즈
로버트 사이먼즈(Robert Symonds, 1926년 12월 1일 ~ 2007년 8월 23일)는 미국의 배우이다.

## 출연 작품
- 캐치 미 이프 유 캔 (2002년)
- 인페르노 (1999년)
- 프라이머리 컬러스 (1998년)
- 맨드로이드 (1993년)
- C.H.U.D. II - 버드 더 추드 (1989년)
- 크라임웨이브 (1985년)
- 하나를 위한 삼중주 (1984년)
- 슈퍼스티션 (1982년)
- 용감한 변호사 (1979년)
- 위기의 핵잠수함 (1978년)
- 테일 거너 조 (1977년)
- 엑소시스트 (1973) - 닥터 테이니 역
- 린다 러브레이스를 대통령으로 (1975, Linda Lovelace for President)

### 텔레비전
- 다이너스티 (1981년)
- 달라스 (1978년)
- 6백만 달러의 사나이 - TV 시리즈 (1974년)
- 매쉬 - 시리즈 (1972년)
- 사랑의 화원 (1976년)